# Armand-Jean du Plessis de Richelieu
Armand Jean du Plessis, vévoda de Richelieu, také známý pod svým titulem kardinál Richelieu (9. září 1585 Paříž – 4. prosince 1642) byl francouzský šlechtic, duchovní a státník, první ministr francouzského krále Ludvíka XIII. v letech 1624–1642. Je obecně považován za jednoho z nejvýznamnějších francouzských politiků 17. století.
Spolu s králem Ludvíkem XIII., který na něm nechával většinu rozhodnutí, byl hlavním strůjcem politiky Francie. Konsolidoval královskou moc, rozdrtil opozici z řad francouzské šlechty a protestantů a postupně vytvořil z Francie silný a vysoce centralizovaný stát. Všemožně podporoval kolonizaci, zejména v Severní Americe, přičemž oponoval mocenským snahám rakousko-španělské Habsburské dynastie a z tohoto důvodu podpořil ve třicetileté válce stranu protestantů.
Richelieu byl velkým mecenášem vědy a umění, mimo jiné založil Francouzskou akademii, zodpovědnou za péči o francouzský jazyk.
Obecně je považován za průkopníka a symbol nového stylu politiky, která z velké části upozadila morální a náboženské ohledy, před kterými upřednostňovala raison d'État.
Jeho postava vystupuje v řadě historických románů a jejich televizních a filmových adaptacích, zejména pak v Dumasově sérii Tři mušketýři.

## Počátky kariéry
Richelieu pocházel z malé poitouské šlechtické rodiny. Jeho otec František byl kapitánem tělesné stráže Jindřicha IV. Richelieu se nejprve vzdělával na vojenskou dráhu, ale pak vstoupil do stavu duchovního a stal se jako dvaadvacetiletý mladík biskupem v Luçonu. Z počátku se chtěl stát velikým řečníkem a literárním bojovníkem za katolickou věc a spravoval své chudé biskupství velmi horlivě. Ale jeho vrozená ctižádost si brzy našla lepší cíl na politické dráze.
Činnost v tom směru zahájil roku 1614, kdy byl zástupcem kněžstva svého kraje na shromáždění stavů a zastával rázně zájmy duchovenstva. Tím na sebe upozornil dvorské kruhy a posléze byl roku 1615 jmenován královniným almužníkem a brzo potom byl povolán do státní rady královny-vladařky Marie Medicejské. Ale když roku 1617 padl Concini, milostník královny, Ludvík XIII. se osobně chopil vlády a on sám musel ode dvora odejít a roku 1618 byl dokonce vypovězen do Avignonu. Tam pokračoval v dřívějších studiích a vydal Défense des principaux points de la foi catholique a L'instruction du chrétien. Po smíru Ludvíka XIII. (mír v Pont de Cé v srpnu 1624) s matkou, o nějž se Richelieu sám přičinil, přišel opět ke dvoru roku 1622, byl povýšen na kardinála a 29. dubna 1624 povolán znovu do státní rady. Tam si získal v krátké době převahou svého ducha rozhodující slovo hned po králi, který jej 12. srpna 1624 jmenoval prvním ministrem. 
Ludvík XIII. názory svého prvního ministra respektoval, ale vždy měl poslední slovo. Po nástupu k moci začal Richelieu měnit sousedské smlouvy a začínal spolupracovat se zeměmi jako Švýcarsko, Nizozemsko, Anglie.

## Vnitropolitický vliv

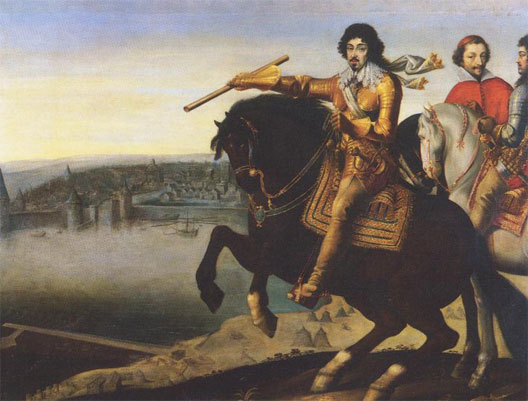
Ludvík XIII. s kardinálem před La Rochelle

Jeho zahraniční politika směřovala k podkopání habsburské moci ve Svaté říši a ve Španělsku, uvnitř především k posílení královské moci a zničení všech zbytků feudálních práv šlechty a politických privilegií hugenotů. Tyto plány prováděl s jasným vědomím cíle, rychlou rozvahou a neohroženou energií přes všechny překážky, jež mu působila jednak králova vrtkavost, jednak pletichy a vzpoury jeho dvorských nepřátel a nespokojené šlechty.
Proti nepřátelům se neštítil časem ani největší krutosti, podobně jako se neostýchal vytvářet proti katolickým mocnostem, Španělsku a císaři spolky s Anglií, Nizozemskem atd. Tato politika měla ovšem ve Francii mnoho odpůrců, kteří posilovali řady Richelieuových protivníků. Hned roku 1626 se proti němu utvořilo dvorské spiknutí, v jehož čele stál sám králův bratr Gaston, ale spiknutí bylo včas vyzrazeno a zmařeno.
Richelieu se pak obrátil se vší mocí proti hugenotům, kteří se kvůli různým útiskům bouřili, a zničil jejich politickou moc v říjnu 1628, když dobyl jejich silnou pevnost a přístav La Rochelle a později byli poraženi i na jihu Francie, ponechal jim však náboženskou svobodu. Ve vnějších politických zápletkách se Richelieu stavěl důsledně na protihabsburskou stranu. Ve válce o dědictví mantovské (1629–31) podporoval vévodu neverského; dvakrát (1629 a 1630) se sám vypravil v čele vojska do Itálie, dobyl Pinerolo a přivedl k cíli pro Francii a její postavení v Itálii příznivý mír v Cherasku (1631).
Zatím se udál nejnebezpečnější útok na jeho postavení. Do čela jeho dvorských protivníků se postavila sama královna-matka Marie Medicejská, a jeho pád se zdál být neodvratný. Ale tu se objevil v plné síle vliv osoby Richelieuovy na slabého krále a v poslední chvíli se král 11. listopadu 1630 postavil za svého všemocného ministra, který pak neopominul svého vítězství náležitě zužitkovat. Tento den vešel ve známost jako la journée des dupes – den zklamání. Vzbouření, jež potom proti němu nastrojili se španělskou pomocí vévoda Gaston a Henri Montmorency, překonal Richelieu roku 1632 vítězstvím u Castelnaudary. Tím se upevnilo Richelieuovo postavení tak, že mohl bez překážky provádět své zahraniční plány.

## Třicetiletá válka

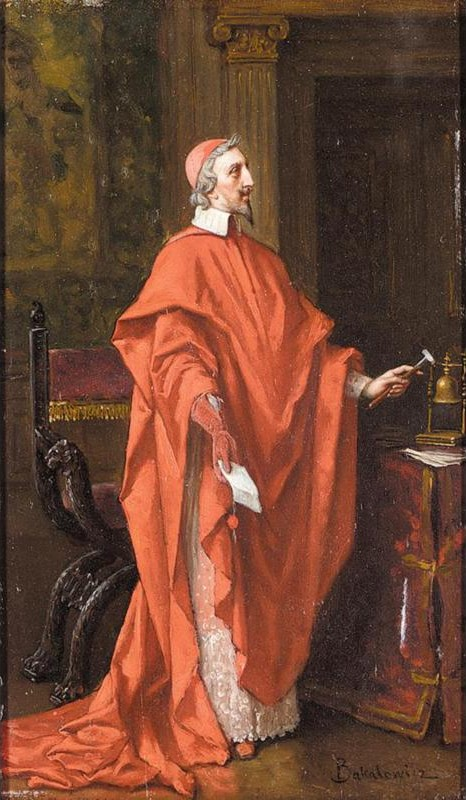
Celkový portrét kardinála Richelieu od Władysława Bakałowicze

Richelieu se zasadil o zhroucení středověkého univerzálního konceptu mravnosti a jeho nahrazení logikou státního zájmu (raison d'état). Nehledě ke svému vyznání se v průběhu třicetileté války spojil s protestantskými knížaty proti snaze císaře Svaté říše římské národa německého Ferdinanda II., jenž usiloval o znovunastolení katolické univerzality a vymýcení protestantství.
Francie byla na počátku 17. století obklopena sousedy přímo či nepřímo ovládanými španělskou či rakouskou větví Habsburků. Ferdinandova snaha mohla vyústit v rozšíření habsburské nadvlády i do severního Německa, což by do budoucna výrazně oslabilo postavení Francie. Přestože Ferdinand ve skutečnosti neměl takto prvoplánové pohnutky, reagoval Richelieu ve světle zmíněného národního zájmu. Byl proto ochoten se proti Rakousku postavit za použití všech dostupných prostředků včetně spojenectví s protestantskými Švédy i muslimskými Turky. Nesoulad mezi svou osobní vírou v Boha a bojem proti panovníkovi, který usiloval o ustavení katolické univerzální říše hájil slovy: „Člověk je nesmrtelný a později bude spasen, avšak stát není nesmrtelný. Buď bude spasen nyní, nebo nebude spasen nikdy.“
V roce 1629, tedy ve stejném roce, kdy Ferdinand vydal restituční edikt, na jehož základě měli protestantští panovníci navrátit území, která byla po roce 1555 odebrána katolické církvi (a propásl tak příležitost k politickému kompromisu, jemuž v té době byla protestantská knížata nakloněna), vydal Richelieu tzv. edikt milosti zaručující svobodu vyznání francouzským protestantům. Kromě zajištění vnitřní stability Francie se tak francouzskému prvnímu ministrovi podařilo na svou stranu získat německá protestantská knížata.
Richelieu přesvědčil krále Ludvíka XIII., aby Francie zůstala mimo třicetiletou válku až do roku 1635, kdy zahájila francouzsko-španělskou válku útokem na španělské državy ležící západně od francouzského území. Proti Španělsku podporoval roku 1640 povstání Katalánska a Portugalska a proti anglickému králi Karlovi I. parlamentní opozici. Ovoce této politiky ovšem se nedožil, ale viděl vítězný postup Francie v Německu a její rostoucí převahu na politickém kolbišti. Při tom Richelieu nespouštěl ze zřetele jiné státní zájmy a všude důmyslně zasahoval, vždy ovšem ve prospěch absolutismu. Zřídil dobré loďstvo, podporoval obchod a zakládání kolonií v Africe a Americe, zavedl prospěšné opravy v administraci a všímal si zejména pilně duchovního života své doby. Nejvýznamnějším dokladem toho je založení akademie roku 1635. Ke konci jejich společné vlády zhoršil vztah krále a Richelieua nezdařený pokus králova favorita Cinq-Marsa Richelieua svrhnout. Cinq-Mars byl nakonec popraven a král svého ministra později, když umíral, dvakrát navštívil a řídil se i jeho posledními radami.
Richelieu těsně před smrtí jako svého nástupce doporučil králi Julese Mazarina. Zemřel pravděpodobně na zánět pohrudnice roku 1642. Jeho plány vlády však byly naplněny až roku 1643 po vítězství Francie u Rocroi. Nový princip národního zájmu pak postupně přijaly všechny ostatní evropské státy. Jeho statky a titul po něm zdědil jeho prasynovec Armand-Jean de Vignerot.

## Zhodnocení osobnosti a politické činnosti
Na jednu stranu byl Richelieu bystrý, zbožný, kreativní člověk s rozsáhlým vzděláním a plný energie, na druhou stranu byl ale povýšený, mstivý, velice ambiciózní, s velkou touhou po majetku a někdy bezcitným chováním.
Za jeho vlády se Francii podařilo dobýt nová území (malou část Itálie, posunula se její severní hranice, Roussillon), zesílilo i francouzské námořnictvo. V podstatě neúspěšná byla ale jeho kolonizace Ameriky. Sice porazil hugenoty, ale podařilo se mu pouze eliminovat jejich politickou moc, nikoli vyřešit náboženské problémy ve Francii. Dařilo se mu kontrolovat politické ambice šlechty, ta ovšem po jeho smrti na několik let povstala během tzv. frondy. Jeho úspěchy v zahraniční politice byly vykoupeny zničující daňovou zátěží rolnictva, v důsledku které docházelo k opakovaným vzpourám.

## Zajímavost
Jeho socha je jednou ze 146 soch umístěných na fasádě budovy Hôtel de ville de Paris. Bylo po něm pojmenováni i několik lodí francouzského námořnictva, včetně bitevní lodě Richelieu.